# يوسف أباد (شبستر)
يوسف أباد هي قرية في مقاطعة شبستر، إيران. عدد سكان هذه القرية هو 362 في سنة 2006.